# Margarete Steiff
Apollonia Margarete Steiff (Giengen, Alemania, 24 de julio de 1847-Giengen, Alemania, 9 de mayo de 1909), fue la fundadora de la fábrica de juguetes Steiff. Se inició en la creación de animales de peluche en 1880, en la localidad de Giengen an der Brenz, Alemania. 

## Biografía

### Juventud
Margarete Steiff nació en Giengen an der Brenz, Baden-Württemberg, y fue la tercera de los cuatro hijos nacidos del matrimonio entre Friedrich y Maria Margarete Steiff (apellido de soltera Hänhle). A los 18 meses sufrió una fiebre severa que le generó una parálisis parcial y, más tarde, se le diagnosticó poliomielitis. Sin embargo, esta enfermedad no impidió que fuera una niña alegre, con notas por encima de la media y una gran capacidad para la organización. Siempre que tenía tiempo, Margarete jugaba con los niños del pueblo y cuidaba a los hijos cuyas madres tenían que trabajar.
En la casa paterna recibió una educación bastante estricta, por lo que el verano de 1856, durante su estancia con la familia de August Hermann Werner, el fundador de la clínica Werner, recuperó la alegría. Tras una operación de piernas que no comportó ninguna mejora, Margarete acudió a Bad Wildbad para someterse a un tratamiento balneoterapéutico. A pesar de que la estancia en Ludwigsburg y Wildbad la mantuvo separada de su familia durante varios meses, Margarete disfrutó del tratamiento. Cumplió su sueño de asistir a la escuela de costura en contra de la voluntad de sus padres. Allí tuvo alguna dificultad debido a su parálisis, pero pronto se convirtió en una buena costurera.

### Fundación del negocio
En 1874, su padre reconstruyó la casa de la calle Ledergasse y creó una sastrería. Al poco tiempo, Margarete y su hermana recibieron muchos pedidos y fueron las primeras del pueblo en poder comprar su propia máquina de coser. A pesar de que, debido a su parálisis, Margarete sólo podía utilizar la máquina por el lado contrario de su diseño, fue capaz de usarla de forma muy productiva. En 1877, aconsejada por el marido de su prima, Wilhelm Adolf Glatz, abrió una tienda de fieltros que pronto se convirtió en un pequeño negocio con varias costureras en plantilla.

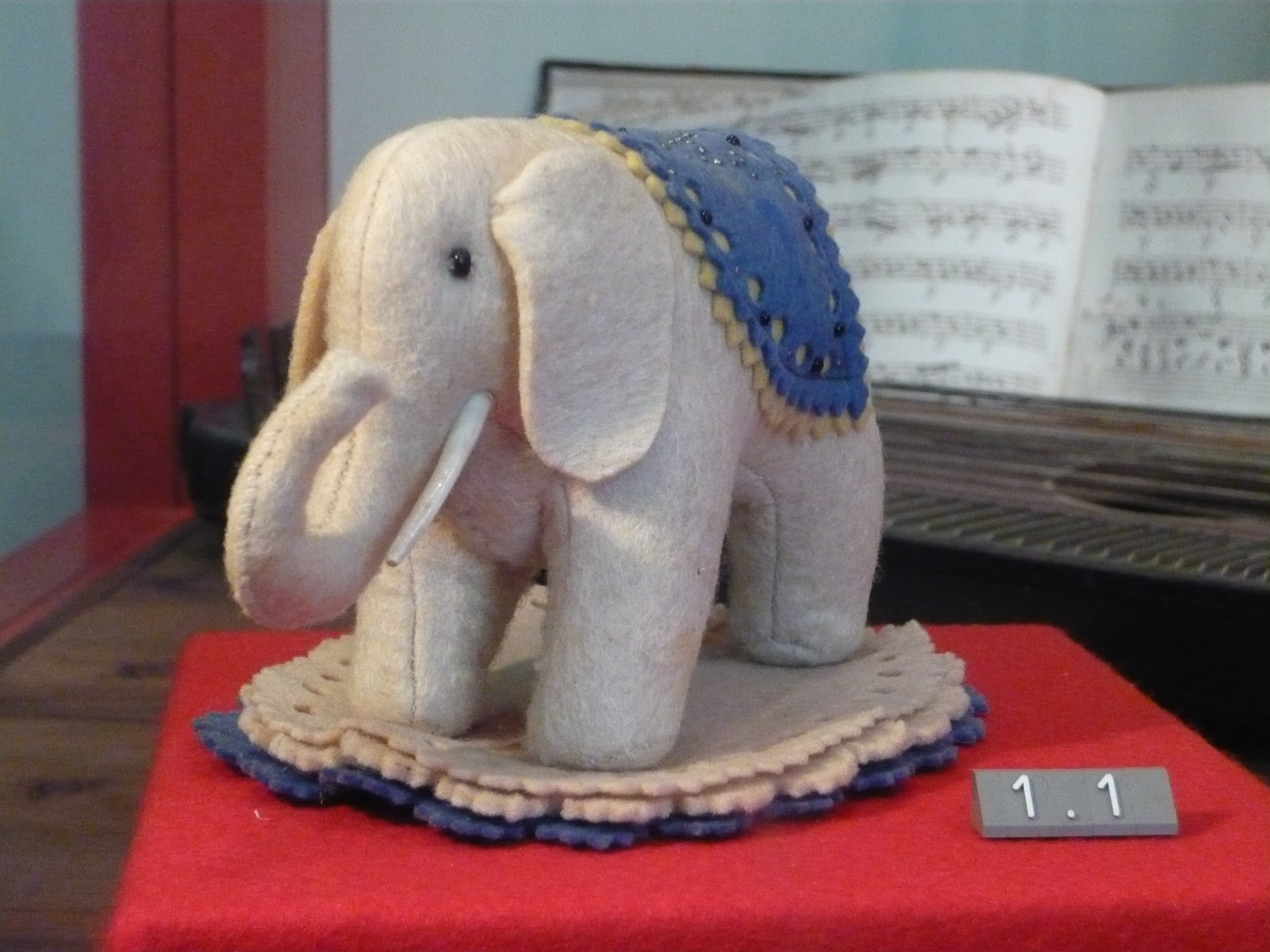
Peluche denominado «Elefantito»

En 1879, Margarete Steiff descubrió en una revista de moda el patrón de un elefante y llenó dos sacos de alfileteros con esta forma, confeccionados por ella y sus costureras, para venderlos en el mercado de Heidenheim. Los «elefantitos» (Elefäntle, en alemán) tuvieron tanto éxito que poco después diseñaron y produjeron otros animales de fieltro. Margarete compró fieltro para los animales en 1886 por valor de 1460 marcos y cuatro años después este ya costaba 5070 marcos. El primer catálogo ilustrado de Steiff se publicó en 1892 que, además de los elefantes, incluía otros animales como perros, gatos y caballos. Este incluía también el lema de Margarete: «A los niños, solo les sirve lo mejor». En 1893, el volumen de negocios de los juguetes superó en 16.000 marcos al de los artículos de fieltro. En 1901 los juguetes se exportaron a Estados Unidos y las ventas ascendieron a más de 180.000 marcos.
En 1902, Richard Steiff, sobrino de Margarete, diseñó el letrero del negocio: el oso de peluche 55 PB, uno de los primeros osos de peluche (invención que también se atribuye a otros, véase Oso de peluche), aunque al principio se fabricó sin éxito. No fue hasta el final de la Feria del Juguete de Leipzig, donde se presentó, cuando se vendieron 3.000 ejemplares.

### Vejez
Tras la fundación de la empresa Margarete Steiff S.L. en 1880, la dirección pasó a los sobrinos de la fundadora. En 1907, el número de osos de peluche confeccionados había ascendido a 973.999. Además, los 400 empleados y los 1800 trabajadores a domicilio produjeron un total de unos 1.700.000 juguetes. El 9 de mayo de 1909, Margarete Steiff falleció a la edad de 61 años a causa de una neumonía

## Legado

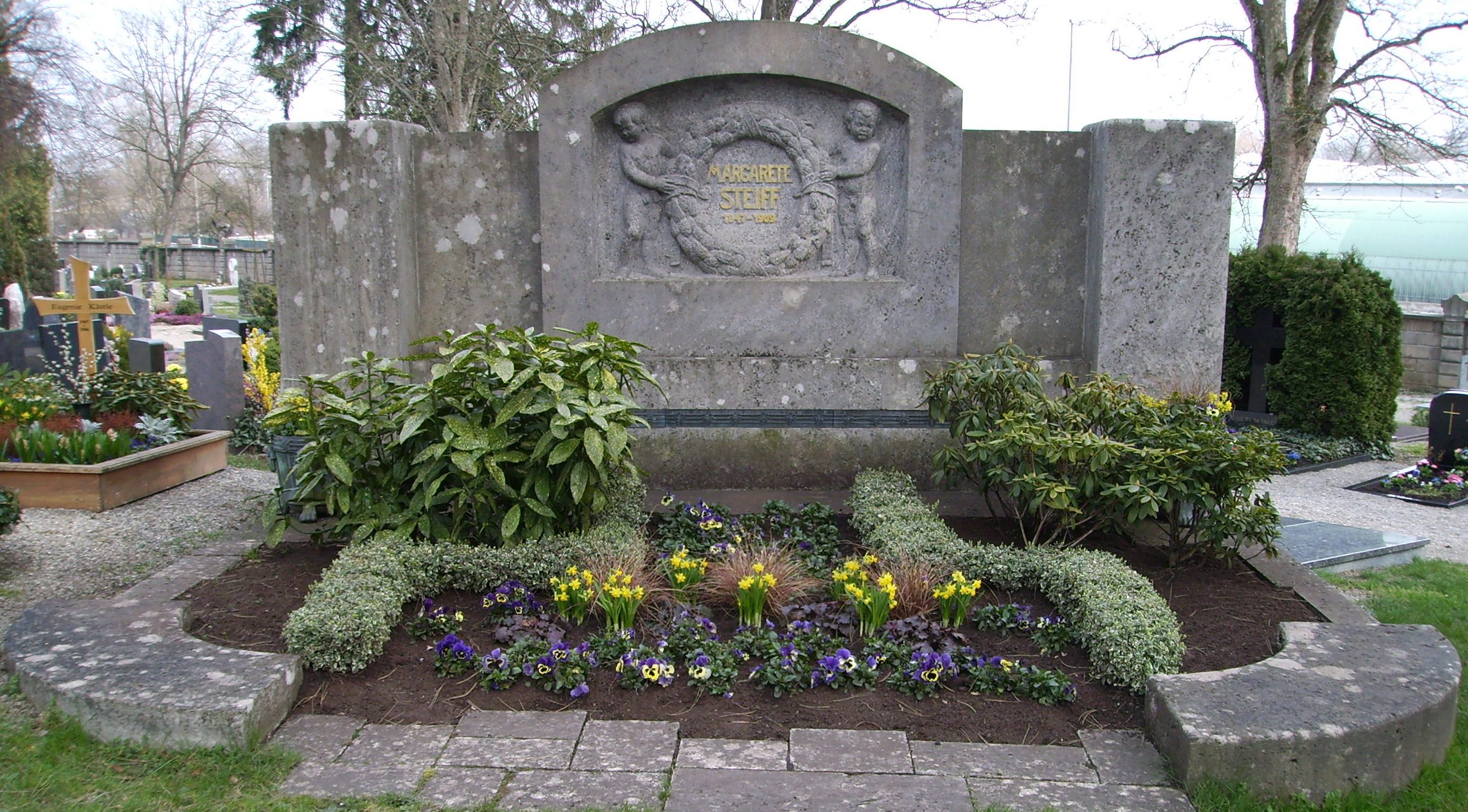
Sepulcro de Margarete Steiff en Giengen

- En el museo Steiff, «Welt von Steiff», se muestra a los visitantes la historia del oso de peluche y de la empresa.
- Los edificios de la fábrica, conocidos popularmente como «Jungfrauenaquarium» («acuario de las solteras», en español), marcaron un nuevo rumbo en la historia de la arquitectura.
- El instituto de educación secundaria de Giengen lleva el nombre de Margarete Steiff.
- En Stuttgart existe un centro de educación especial y de asesoramiento llamado Margarete-Steiff-Schule.[1]

- La película biográfica Margarete Steiff (2005) retrata la vida de la empresaria hasta sus primeros éxitos empresariales. El director Xaver Schwarzenberger y el elenco de actores Heike Makatsch, Suzanne von Borsody, Herbert Knaup, Felix Eitner, Hary Prinz lograron crear una película para toda la familia.

## Homenajes
Uno de los primeros trenes de Intercity Express (ICE 4) fue bautizado como Margarete Steiff a finales de octubre de 2017.

## Bibliografía

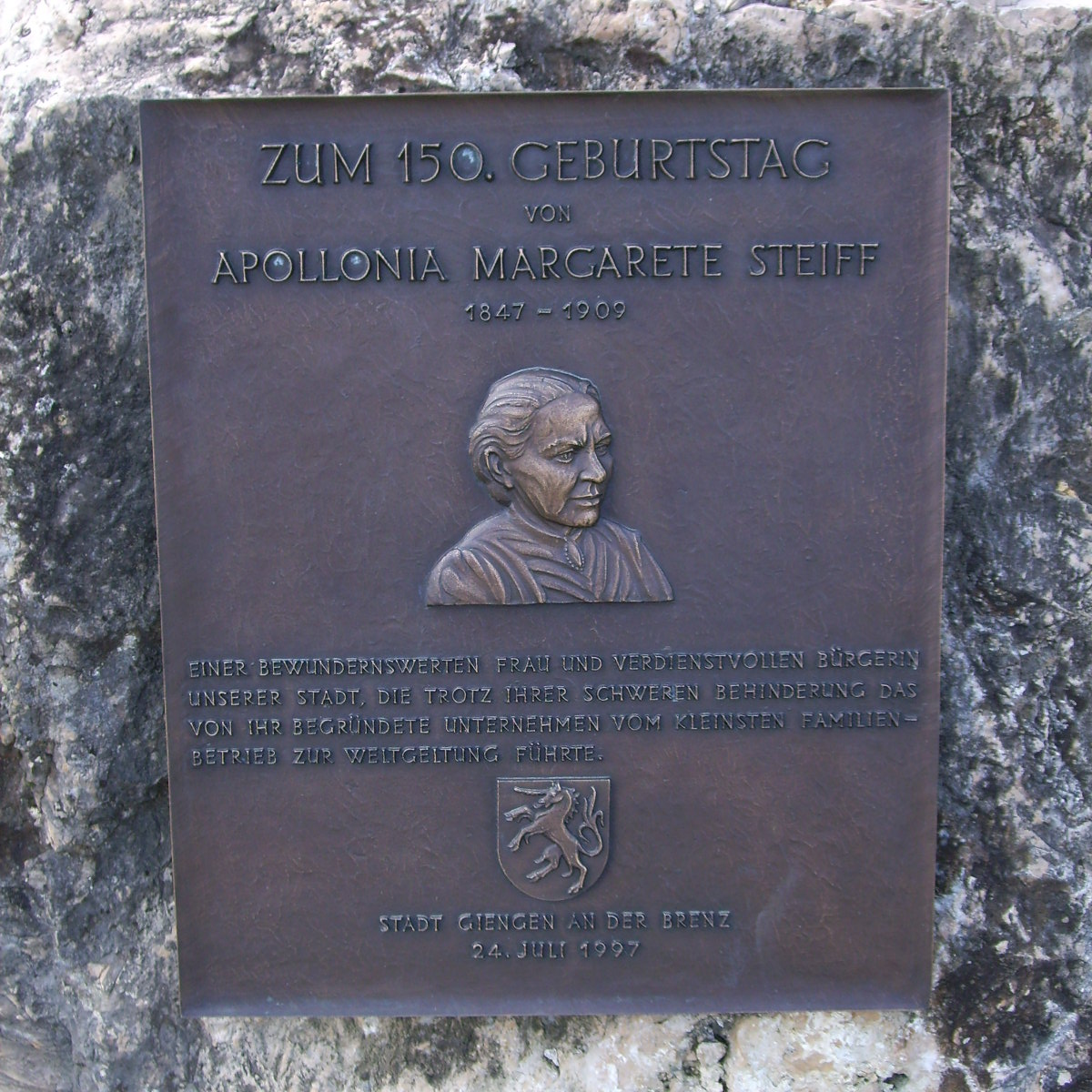
Placa conmemorativa

### Documental
- Große Ideen – kleine Flops: Geistesblitze von A bis Z. Dokumentation, Deutschland, 2016, 89:30 minutos, guion y direccción de Andreas Kölmel y Jürgen Vogt, producción: SWR, primera emisión el 16 de mayo de 2016 en la cadena SWR.